# Ría de Eckernförde
La Ría de Eckernförde (en alemán: Eckernförder Bucht; en danés: Egernførde Fjord o Egernfjord) es una ensenada de la bahía de Kiel entre la península de la Selva Dánica, al sur, y la península de Schwansen, al norte, en el mar Báltico, en la región de Schleswig-Holstein, Alemania. 
La ría se adentra unos 17 km en tierra, tiene 10 km de ancho en su entrada y hasta 28 m de profundidad. En la frontera con la ría de Kiel se encuentra en el faro Bülk. La antaño boscosa península de la Selva Dánica, entre la ría de Kiel y la ría de Eckernförde, constituyó la zona fronteriza entre sajones y daneses hasta la Edad Media, cuando continúo siendo frontera entre Dinamarca y el Sacro Imperio Romano Germánico hasta la Guerra de los Ducados de 1864. En el extremo interior de la bahía se encuentra la ciudad de Eckernförde.